# Belmonte Piceno
Belmonte Piceno är en ort och kommun i provinsen Fermo i regionen Marche i Italien. Kommunen hade 626 invånare (2018).